# Shed...y

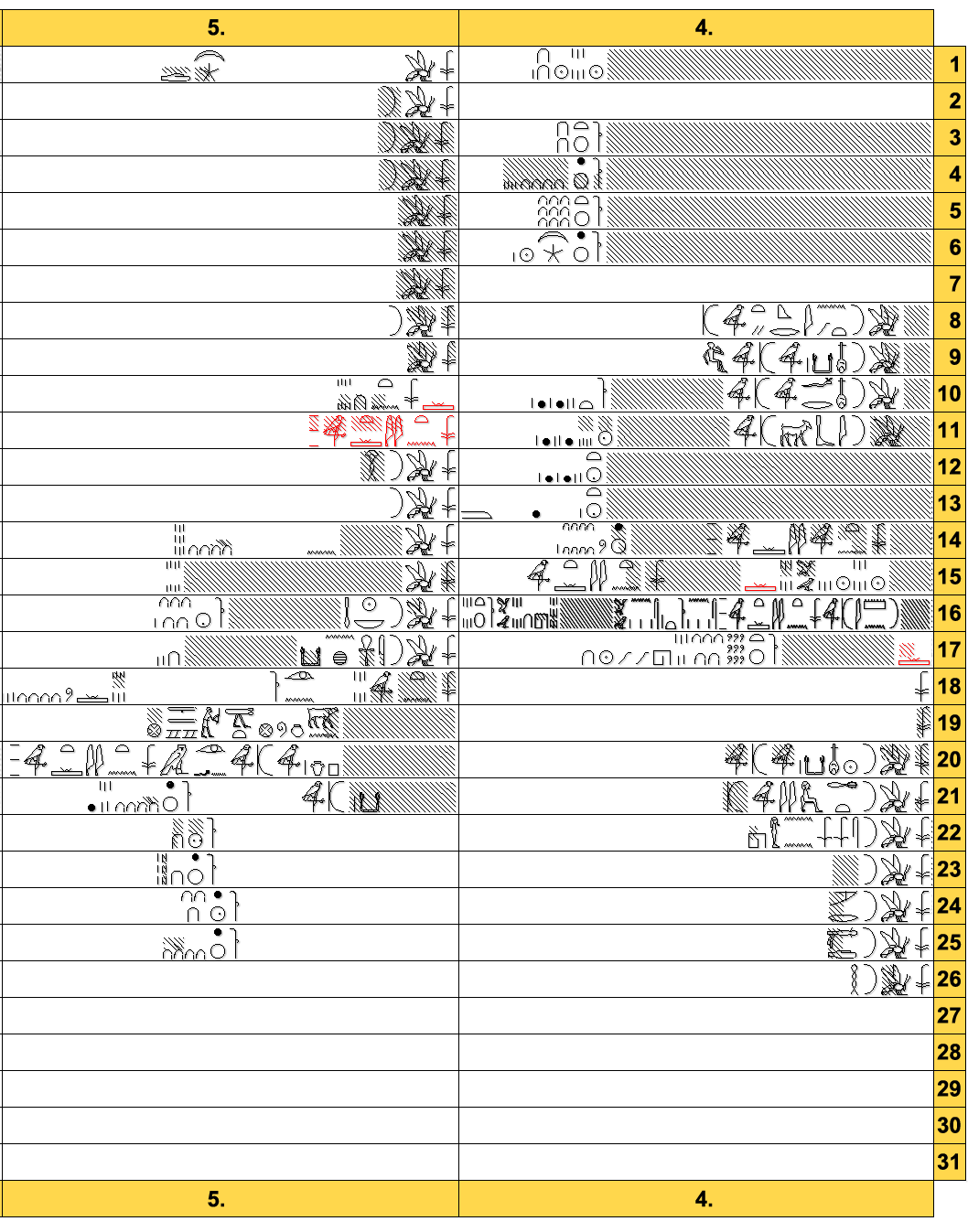
Canon Real de Turín, registro 4.25.

Shed...y fue un gobernante de la dinastía IX de Egipto c. 2070-2060 a. C. 
Parte de su nombre, Shed...y, está inscrito en el Canon Real de Turín, en el registro 4.25.
No figura en la Lista Real de Abidos ni en la Lista Real de Saqqara. Tampoco lo mencionan Sexto Julio Africano ni Eusebio de Cesarea.
- Algunos especialistas consideran que podría ser un gobernante de la dinastía X.

## Titulatura
| Titulatura | Jeroglífico | Transliteración (transcripción) - traducción - (referencias) |

| F30 · D46 | HASH | i | i |

| F30 · D46 | HASH | i | i |

| F30 · D46 | HASH | i | i |

| F30 · D46 | HASH | i | i |

| F30 · D46 | HASH | i | i |

| F30 · D46 | HASH | i | i |

| F30 · D46 | HASH | i | i |

| F30 · D46 | HASH | i | i |

| F30 · D46 | HASH | i | i |

| F30 · D46 | HASH | i | i |

| F30 · D46 | HASH | i | i |

| F30 · D46 | HASH | i | i |

| F30 · D46 | HASH | i | i |

| F30 · D46 | HASH | i | i |

| F30 · D46 | HASH | i | i |

| F30 · D46 | HASH | i | i |

| Predecesor: Jety IV | Faraón Dinastía IX | Sucesor: H... |

- Datos: Q3959306